# Karim Maroc
Karim Maroc - em árabe, كريم ماروك (Tonnay-Charente, 5 de março de 1958) - é um ex-futebolista argeliano que competiu na Copa do Mundo FIFA de 1982, sediada na Espanha, pela Argélia, que terminou na 13º colocação dentre os 24 participantes.